# شفیق‌الاسلام مانیک
شفیق‌الاسلام مانیک (بنگالی: শফিকুল ইসলাম মানিক؛ زادهٔ ۲۲ اکتبر ۱۹۶۷) بازیکن سابق و مربی فوتبال اهل بنگلادش است.
از باشگاه‌هایی که در آن بازی کرده است می‌توان به باشگاه فوتبال شیخ جمال دانموندی اشاره کرد.
وی همچنین در تیم‌های ملی فوتبال زیر ۲۰ سال بنگلادش و بنگلادش بازی کرده است.
وی در مسابقات کشوری و بین‌المللی در مجموع برندهٔ ۳ مدال نقره شده است.